# Glyphis gangeticus
O tubarão-de-ganges é uma espécie raríssima de tubarão que habita água-doce. É encontrado como seu próprio nome já diz no rio de Ganges na Índia, e é frequentemente confundido com o tubarão-cabeça-chata pois também é uma espécie que vive por aí nesses locais. Hoje em dia essa espécie de tubarão está na beira da extinção.

## Aparência
Os tubarões-de-ganges são semelhantes aos seus parentes do gênero Glyphis, com barbatanas largas, cabeça achatada e etc, porém se distingue por seu hábitat, seus dentes e sua coloração na área dorsal que é cinzenta com um tom claro. Pode atingir um tamanho de até 204 cm.

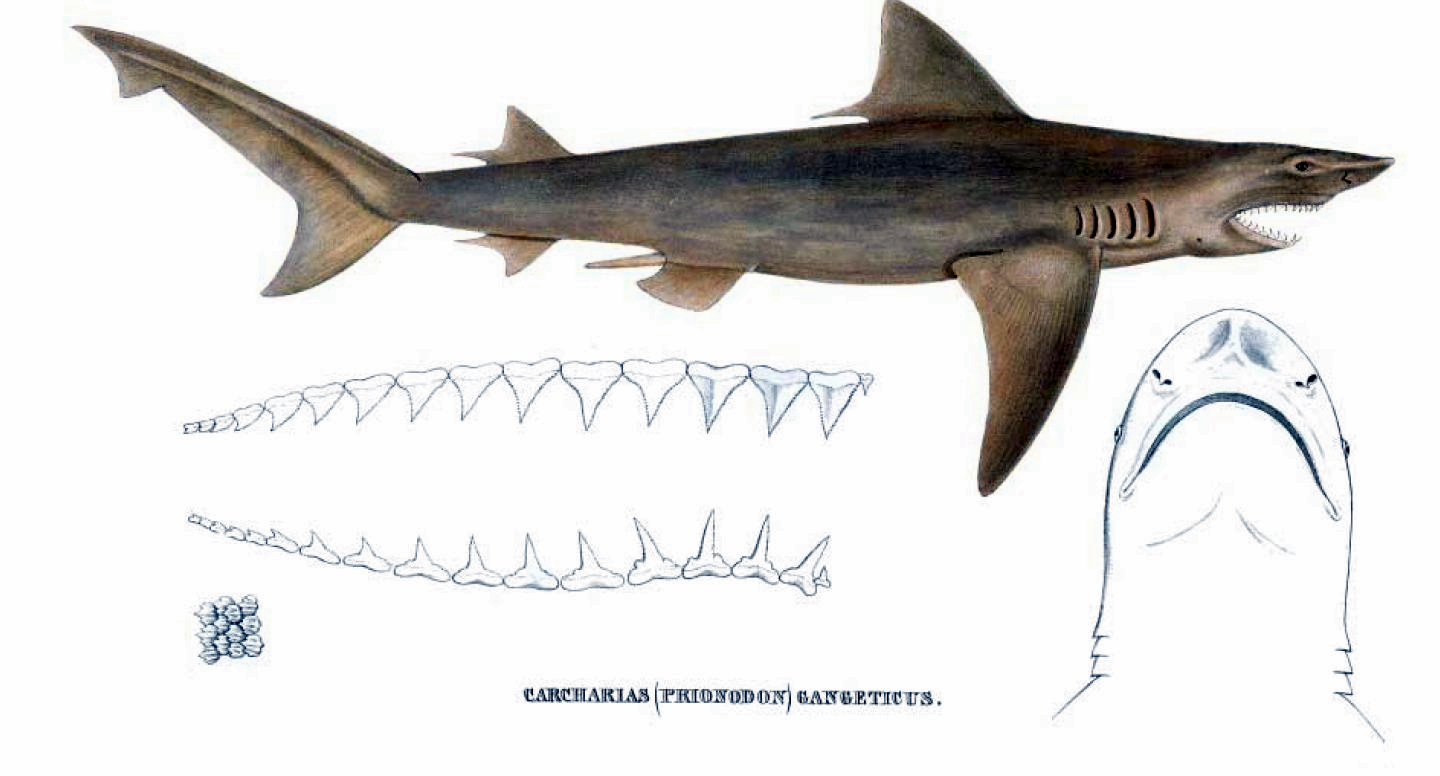
Descrição "original" do tubarão-de-ganges por Johannes Peter Müller e Friedrich Gustav Jakob Henle em 1839. Primeiramente nomeado como "Carcharias gangeticus".

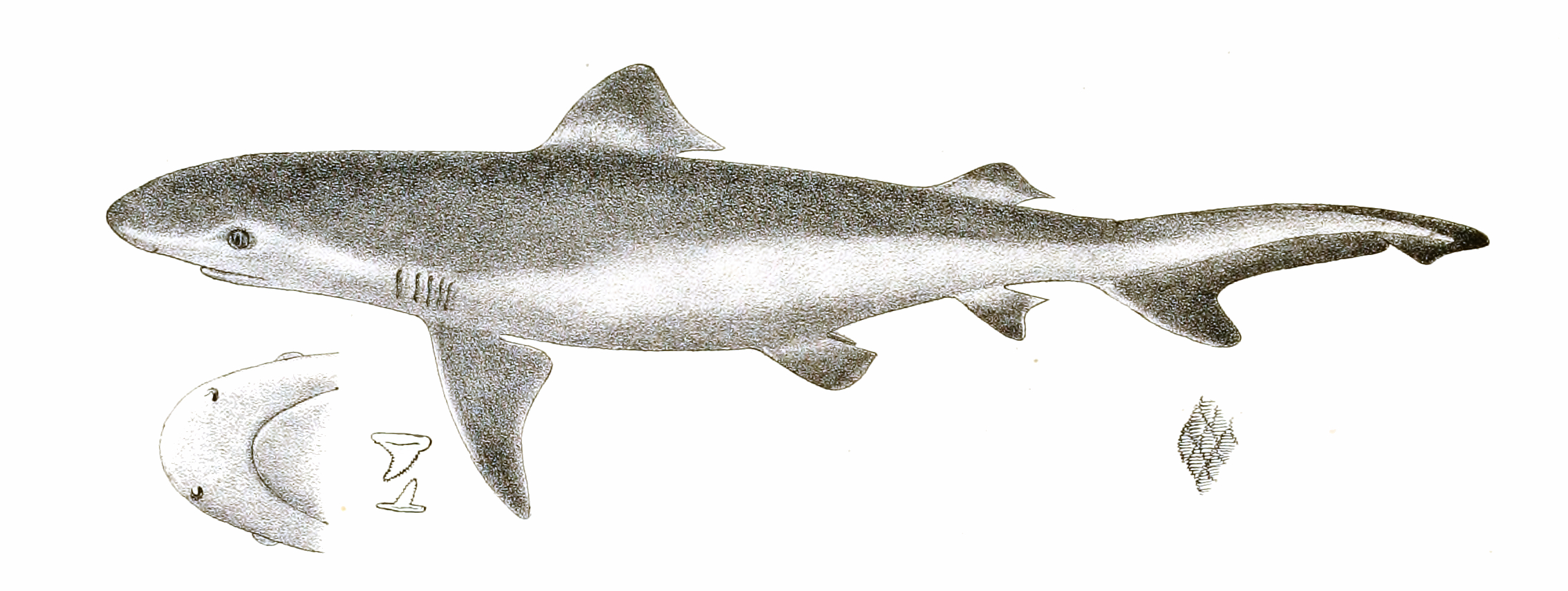

## Distribuição e hábitat
Como o seu próprio nome já diz, o tubarão-de-ganges é encontrado em águas doces, no Rio Ganges na Índia, de temperaturas quentes de clima tropical. Muitas vezes pode ser confundido com o tubarão-cabeça-chata (Carcharhinus leucas), mas pode ser distinguido por seus tamanhos, e o tubarão-cabeça-chata tende ser mais agressivo que o tubarão-de-ganges e é potencialmente perigoso. Tem a distribuição de menor quantidade do seu gênero, causa disso o humano.

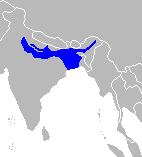
Distribuição geográfica do tubarão-de-ganges.

## Estado de conservação
O tubarão-de-ganges foi considerado como espécie em perigo crítico pela União Internacional para a Conservação da Natureza (IUCN) desde 2007, devido às áreas comerciais e industriais que afetaram o seu hábitat devido ao uso para pesca e colheita de recursos aquáticos.